# Reggie Cannon
Reginald Jacob „Reggie“ Cannon (* 11. Juni 1998 in Chicago) ist ein US-amerikanischer Fußballspieler, der bei den Queens Park Rangers unter Vertrag steht. Der rechte Außenverteidiger ist seit Oktober 2018 US-amerikanischer Nationalspieler.

## Karriere

### Verein
Der in Chicago, Illinois geborene Reggie Cannon spielte an der Grapevine Faith Christian School in Grapevine, Texas und schloss sich 2015 der Jugendmannschaft des FC Dallas an. Im August 2016 wechselte er zu den UCLA Bruins, der Fußballmannschaft der University of California, Los Angeles. Dort spielte er vier Monate und bestritt in dieser Zeit 20 Einsätze. Am 22. Dezember 2016 verließ er das College und kehrte als Homegrown Player zum FC Dallas zurück. Dort war er als Ersatzspieler in der ersten Mannschaft eingeplant und bestritt erst in der Mitte der Spielzeit beim 2:1-Heimsieg gegen die Tulsa Roughnecks im Lamar Hunt U.S. Open Cup am 15. Juni 2017 sein Debüt. Sein erstes Spiel in der Major League Soccer absolvierte er am 3. September 2017 (28. Spieltag) beim 2:2-Unentschieden gegen die New York Red Bulls, als er in der 92. Spielminute für Michael Barrios eingewechselt wurde. In der Saison 2017 bestritt er ein Ligaspiel und zwei Pokalpartien.
Im darauffolgenden Spieljahr 2018 war Reggie Cannon bereits der etatmäßige Starter auf der Position des rechte Außenverteidiger. Am 19. Mai 2018 (12. Spieltag) erzielte er beim 2:2-Unentschieden gegen die Vancouver Whitecaps sein erstes Tor für die Toros. Er verpasste in dieser Saison nur ein Pflichtspiel seiner Mannschaft und stand in allen seiner 38 Einsätze in der Startelf. Er entwickelte sich zu einem der größten Verteidigertalente der Vereinigten Staaten und seine Partnerschaft mit dem rechten Flügelspieler Michael Barrios wurde als eine der besten der Liga angesehen. In der folgenden Spielzeit 2019 konnte er diese Quote aufgrund einer Länderspielabstellung von Mitte Juni bis Mitte Juli 2019 nicht erreichen. Bei der 3:4-Auswärtsniederlage nach Verlängerung gegen die Seattle Sounders in der Qualifikationsrunde der Playoffs um die Meisterschaft erzielte Cannon einen Treffer. Insgesamt bestritt er in dieser Saison 29 Ligaspiele, in denen ihm zwei Tore und eine Vorlage gelangen. In der folgenden Saison 2020 absolvierte er aufgrund der COVID-19-Pandemie nur fünf Ligaspiele.
Am 9. September 2020 wechselte Cannon zum portugiesischen Erstligisten Boavista Porto. Sein Debüt gab er beim 3:3-Unentschieden gegen Nacional Funchal am 1. Spieltag.

### Nationalmannschaft
Reggie Cannon lief für die US-amerikanische U17- und U19-Nationalmannschaft auf.
Am 17. Oktober 2018 debütierte er beim 1:1-Unentschieden gegen Peru in der A-Auswahl. Mit den Stars and Stripes nahm er am CONCACAF Gold Cup 2019 im eigenen Land teil, wo er in zwei Gruppenspielen auf dem Platz stand. Beim 3:1-Halbfinalsieg gegen Jamaika kam er über die gesamte Spieldistanz über zum Einsatz. Bei der 0:1-Niederlage gegen Mexiko im Endspiel startete Cannon ebenfalls.

## Persönliches
Der US-amerikanische Meteorologe Warren M. Washington (1936–2024) ist sein Großvater.